# Na'ayarij
Na'ayarij, bautizado en 1531 como Antonio (del cora: Na'ayarij ‘Hijo de dios que está en el cielo y en el sol’); fue el primer gobernante de Huacica, tlatoanazgo cora fundado en 1493 justamente por él según la tradición. Enfrentó a las tropas de Nuño de Guzmán, a las que venció en diversas ocasiones, manteniendo la independencia de su reino. Se alió en 1536 al rey huichol Goaxicar.

## Vida
Accedió al trono de Huacica en 1493 cuando unificó las tribus coras y huicholes fundando un reino en las montañas de la Mesa del Nayar. Aliado a los huicholes y tepehuanes, combatió exitosamente a las fuerzas de Nuño de Guzmán. Fue bautizado en la fe cristiana en 1531 como Antonio Nayarit, pero nunca mostró fervor a la iglesia. Al pasar Fray Miguel de Uranzu camino hacia Acaponeta, se encontró a Na'ayarij, quien le entregó un papel firmado por "el capital Miguel Caldera", el cual decía que aquél que leyera el papel debería de tratar bien al indio Nayarit. Leído esto, Uranzu regresó hacia Huaynamota y de ahí a su convento en Huajimic, en donde enseñó el papel y advirtió a los españoles. Fray Pedro Gutiérrez presionó a Na'ayarij y a los de Huacica para erigir un convento en sus tierras. Se declaró inmortal como Jesús. En 1538 logró la alianza con los sayultecos y etzatlanes al adherir al cacique Goaxicar a su movimiento. Los españoles creían que era rico, pero la realidad era muy distinta, pues era pobre y tuerto. En 1613 se nombró el lugar como Nayarit en su memoria. Tras su muerte en 1616 a sus 134 años de edad, fue sucedido en Huacica por Soba y momificado con todas sus dignidades de señor en el Huey Calli (Casa grande) de la Mesa del Nayar en Tzacaymuta (Tuakamuta). En 1722, tras la derrota de la Mesa del Nayar, la ejecución de Tlahuicole y el arresto de Tonati, los supuestos restos de Na'ayarij fueron encontrados en el adoratorio principal, los cuales eran venerados y utilizados como oráculo, fueron enviados a la Ciudad de México y quemados públicamente en acto de fe por mandato del Tribunal de la Santa Inquisición y del marqués de Valero en 1723. Sin embargo su cráneo no fue encontrado por los españoles, este se encuentra actualmente en la capilla de la Mesa del Nayar.